# Tom McCall
Thomas Lawson "Tom" McCall, född 22 mars 1913 i Scituate, Massachusetts, död 8 januari 1983 i Portland, Oregon, var en amerikansk republikansk politiker. Han var Oregons guvernör 1967–1975.
McCall avlade kandidatexamen i journalistik vid University of Oregon och tjänstgjorde som krigskorrespondent i USA:s flotta i andra världskriget. Som Oregons statssekreterare tjänstgjorde han mellan 1965 och 1967.
McCall efterträdde 1967 Mark Hatfield som guvernör och efterträddes 1975 av Robert W. Straub. Han avled 1983 och gravsattes i Redmond. År 2008 avtäcktes en staty som föreställer McCall i Salem.